# (11030) 1988 PK
(11030) 1988 PK  es un asteroide perteneciente al cinturón de asteroides, descubierto el 13 de agosto de 1988 por Robert H. McNaught desde el Observatorio de Siding Spring, en Australia.

## Designación y nombre
Designado provisionalmente como 1988 PK.

## Características orbitales
1988 PK orbita a una distancia media del Sol de 2,417 ua, pudiendo acercarse hasta 1,842 ua y alejarse hasta 2,992 ua. Tiene una excentricidad de 0,238 y una inclinación orbital de 4,104 grados. Emplea en completar una órbita alrededor del Sol 1372,82 días.

## Características físicas
Su magnitud absoluta es 14,98. Tiene 2,448 km de diámetro. Su albedo se estima en 0,287.